# Cassipourea congoensis
Cassipourea congoensis är en tvåhjärtbladig växtart som beskrevs av Robert Brown och Dc.. Cassipourea congoensis ingår i släktet Cassipourea, och familjen Rhizophoraceae. Inga underarter finns listade i Catalogue of Life.